# Teucholabis cinderella
Teucholabis cinderella är en tvåvingeart som beskrevs av Alexander 1969. Teucholabis cinderella ingår i släktet Teucholabis och familjen småharkrankar.
Artens utbredningsområde är Peru. Inga underarter finns listade i Catalogue of Life.